# دره هادسن
دره هادسِن شامل دره رود هادسن و شهرهای مجاور آن در ایالت نیویورک از جمله شهرهای آلبانی و تروی و از جنوب تا یانکرز در شهرستان وستچستر می‌باشد. بستگی به تعریف‌های متفاوتی که از مرزهای دره هادسون داده می‌شود، این دره شامل کلانشهرهای در حال رشد است که به بین ۳ و ۳٫۵ میلیون نفر جمعیت دارند و در محوری در امتداد شمال-جنوب رود هادسون واقع شده‌اند.

## زمین‌شناسی و جغرافیای طبیعی

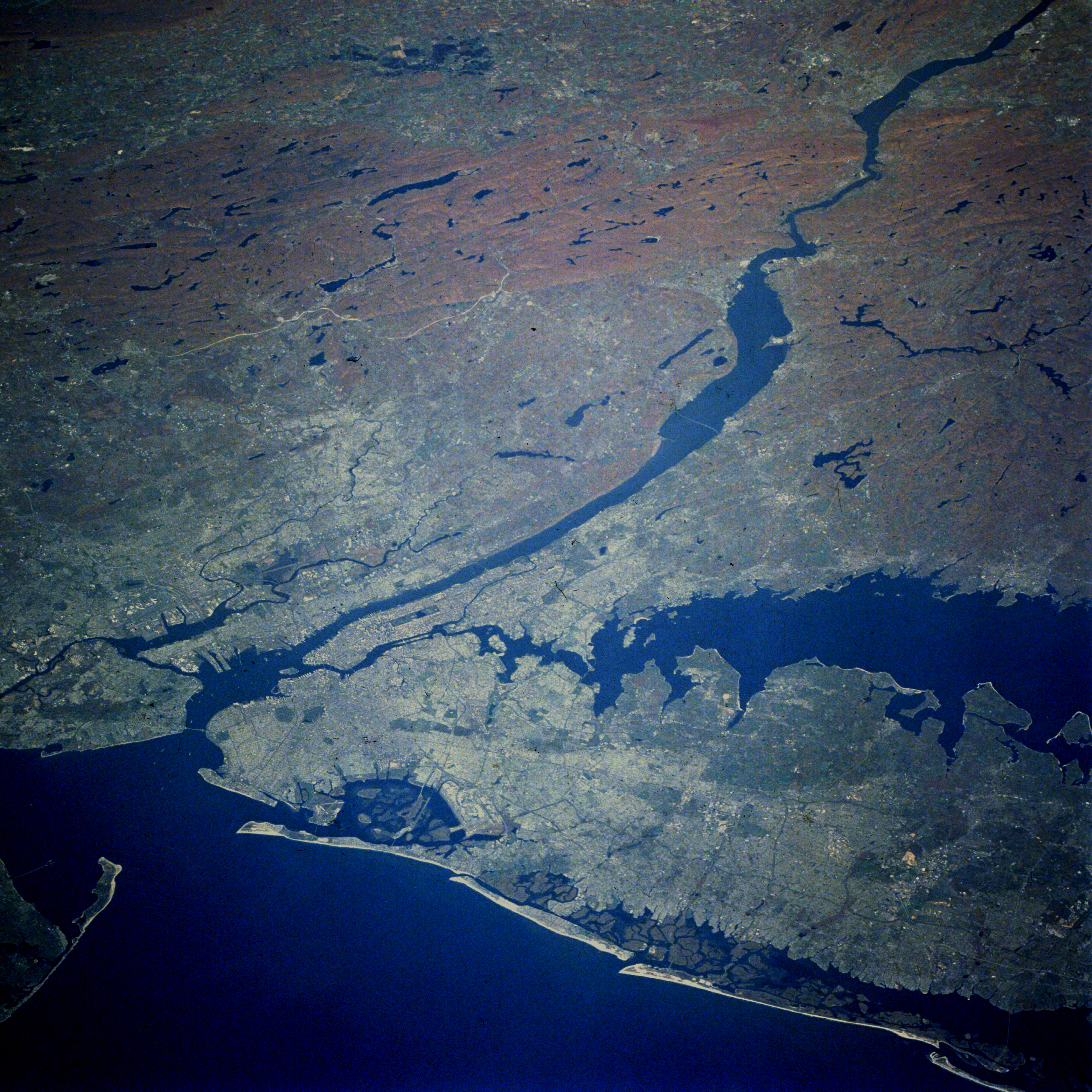
بخش پایینی دره هادسون شامل شهر نیویورک و بخش انتهای غربی لانگ آیلند در سال ۱۹۹۳

بخش پایینی دره هادسن در میان منطقه آپالاچی در شرق ایالات متحده قرار دارد.

دره رود هادسن کم و بیش از شمال به جنوب بخش شرقی ایالت نیویورک عبور می‌کند و شامل ماسه‌سنگ‌های متفاوتی از جمله سنگ‌های دوره تریاسه و ماسه‌سنگ قرمز در جنوب و سنگ‌های گنیس از دوره باستانی پرکامبرین در بخش شمالی و شرقی می‌باشد. در بالادست هادسن، رودخانه وارد آبدره می‌شود که در دوره پیشین عصر یخبندان تشکیل شده‌است. این منطقه از سمت غرب محدود به بلندی‌های آپالاچی است. در منطقه تاپان زی در سمت غرب رودخانه صخره‌های بلندی وجود دارد که از سنگ مقاوم در برابر فرسودگی دیاباز تشکیل شده‌است. این صخرها بین ۴۰۰ تا ۸۰۰ پا ارتفاع دارند.

## نگارخانه

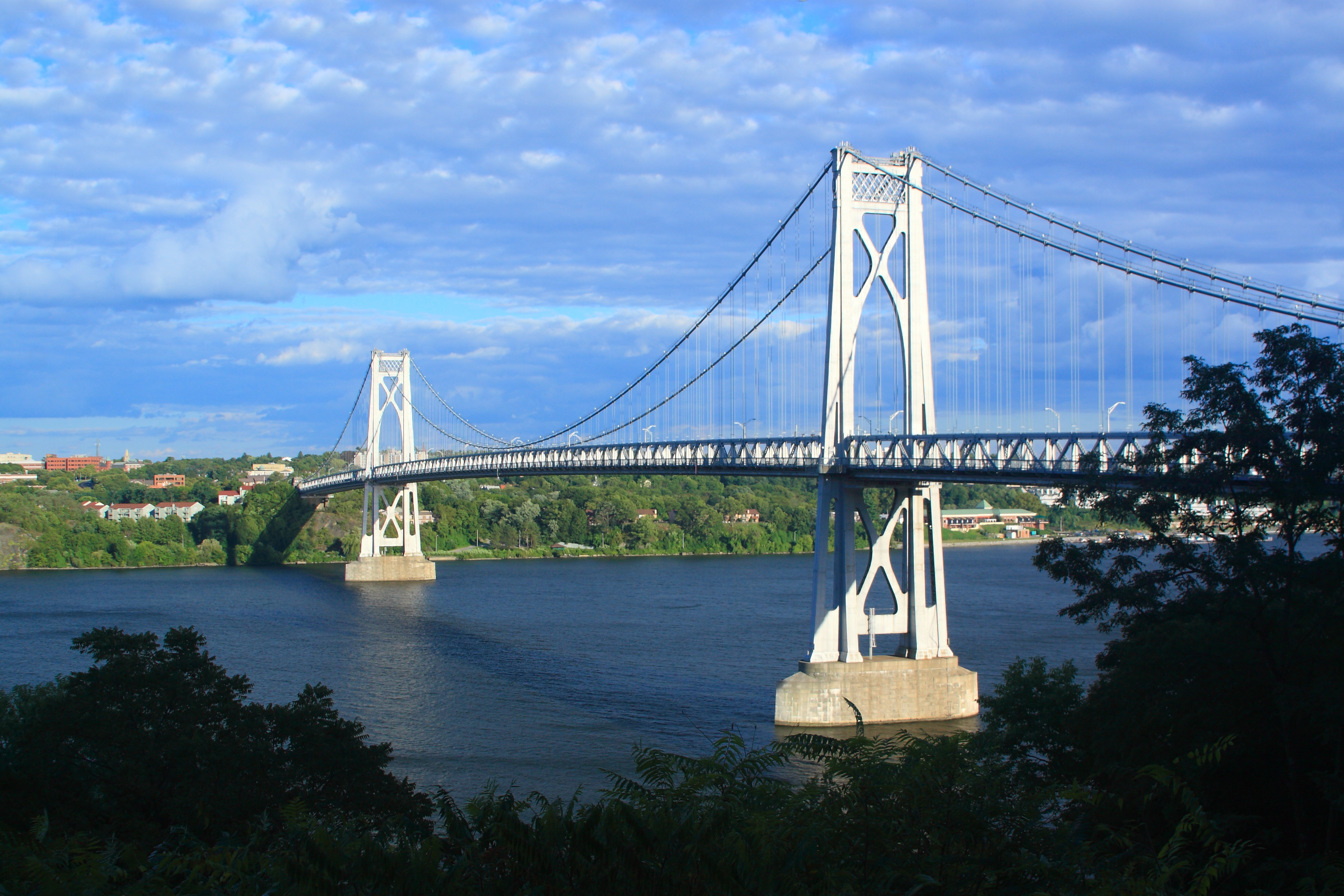
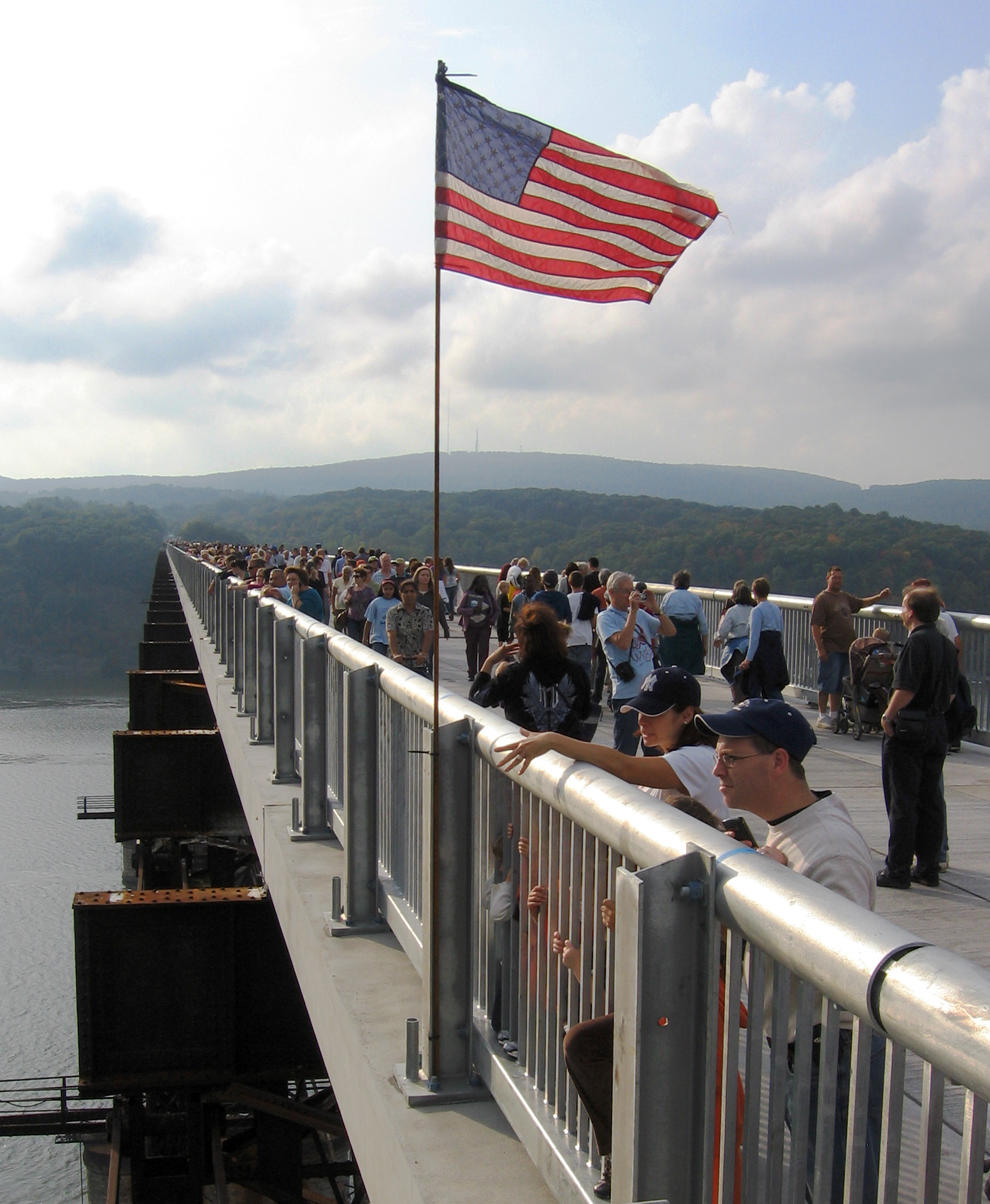
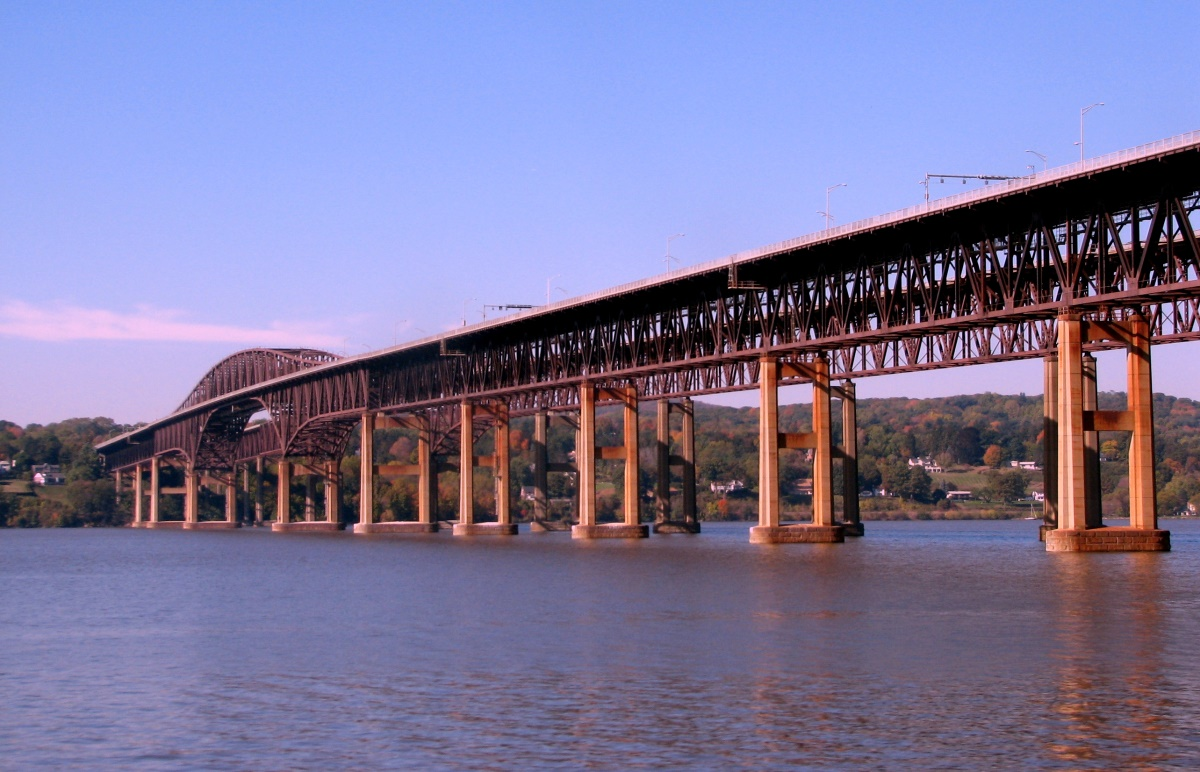
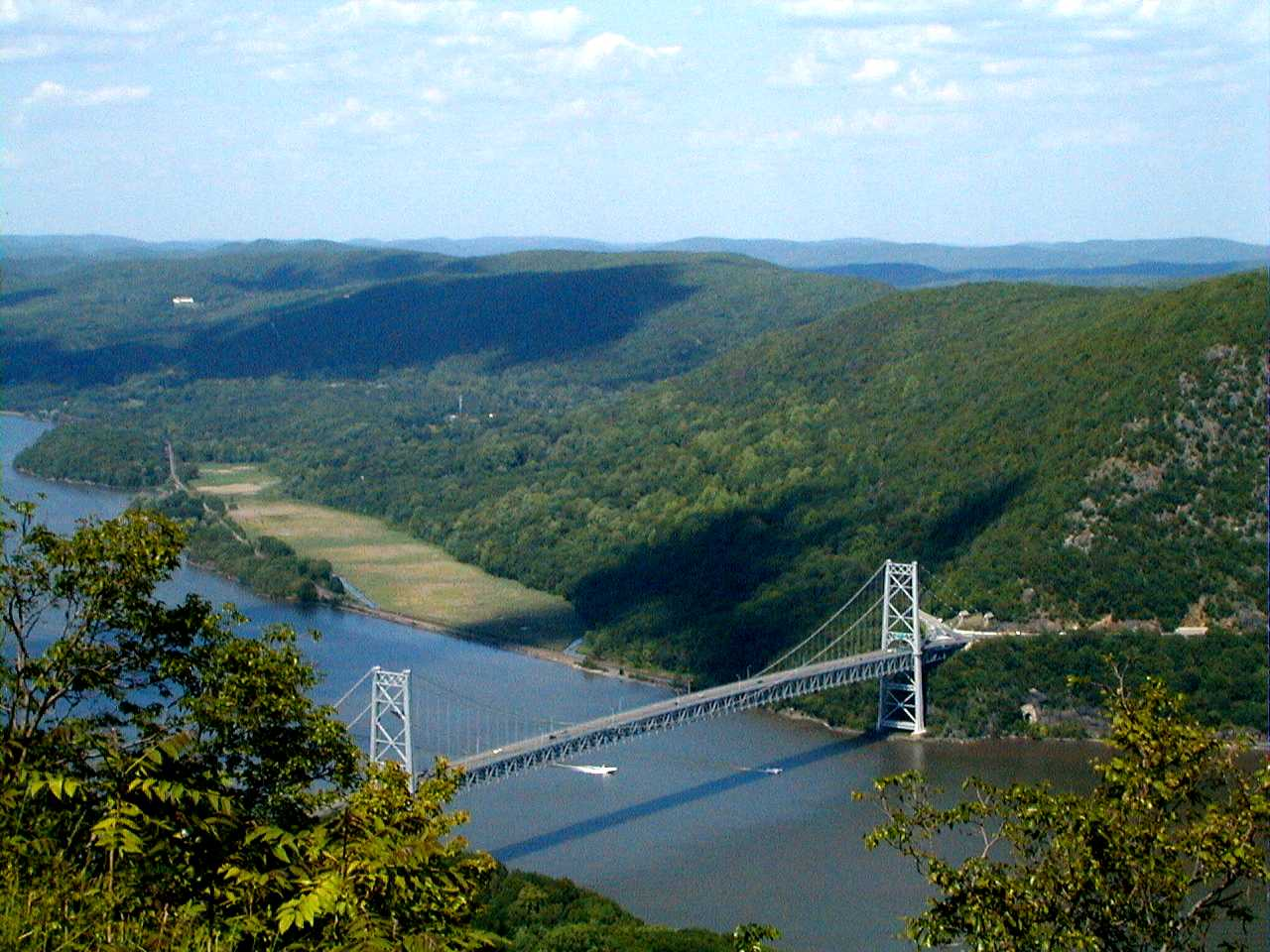
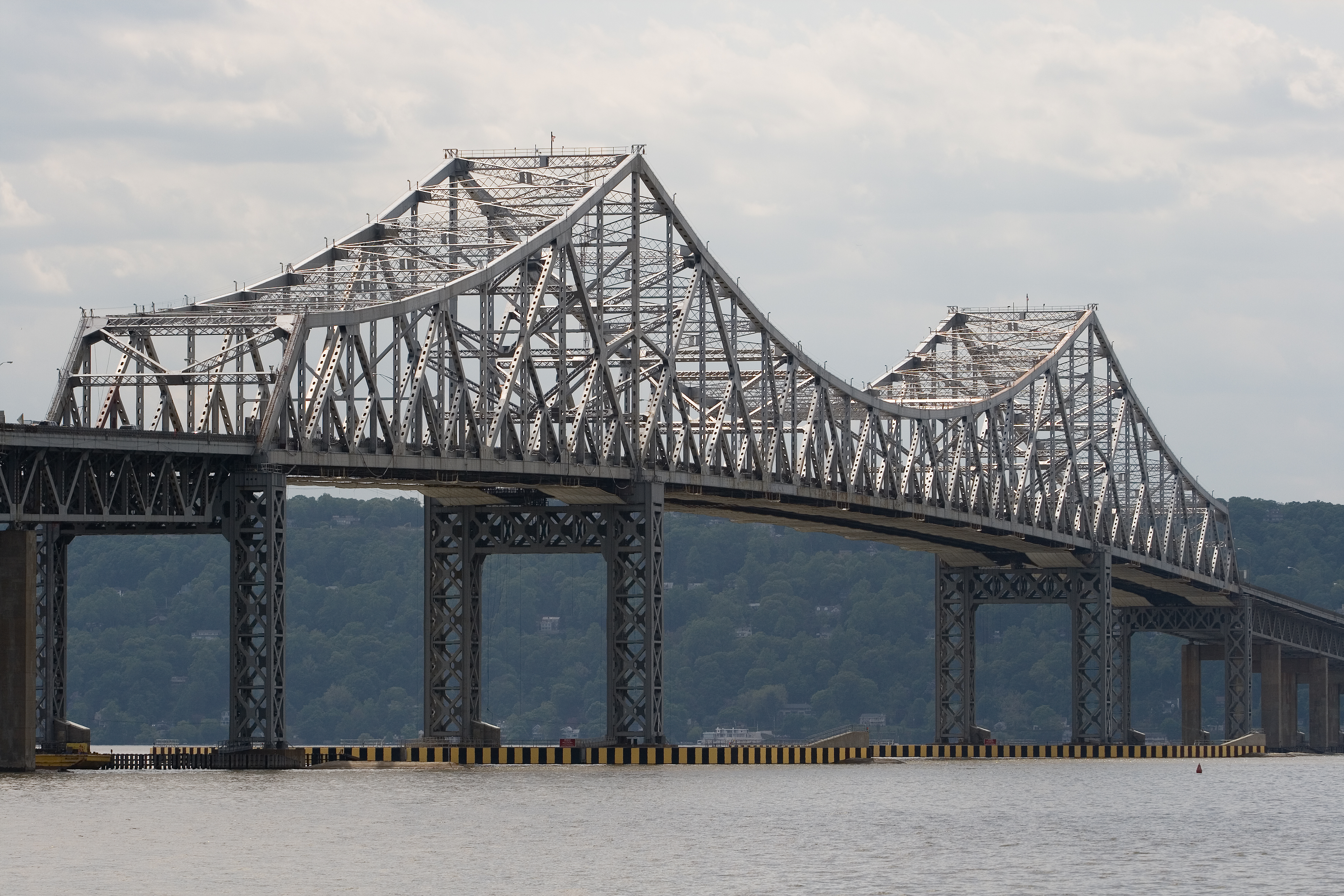